# Man of the Year (canção)
Man of the Year é uma canção da cantora e compositora neozelandesa Lorde. Foi lançada em 29 de maio de 2025 pelas gravadoras Universal Music Nova Zelândia e Republic Records, servindo como o segundo single de seu quarto álbum de estúdio, Virgin. A faixa foi anunciada pela artista nas redes sociais no dia 20 de maio de 2025.

## Antecedentes e lançamento
Lorde anunciou oficialmente o lançamento de seu novo single "Man of the Year" em 20 de maio de 2025, por meio de um teaser publicado em seu perfil no Instagram. No vídeo breve, a artista revelava a data de estreia da faixa para 29 de maio de 2025, junto ao lançamento simultâneo de um videoclipe. A canção foi confirmada como o segundo single de seu aguardado quarto álbum de estúdio, Virgin, sucedendo o single principal "What Was That", lançado em abril do mesmo ano.
Em declarações à imprensa e nas redes sociais, a artista revelou que "Man of the Year" foi inspirada por sua jornada pessoal de redescoberta e entendimento de sua identidade de gênero. Ela comentou que essa reflexão profunda teve início após a interrupção do uso de contraceptivos orais, o que a levou a observar mudanças internas e a explorar mais atentamente sua expressão de gênero.
Em entrevista ao programa de rádio australiano Triple J, Lorde relatou que a composição da faixa teve início no dia seguinte à sua participação na festa "Homens do Ano", promovida pela revista GQ, em novembro de 2023. A cantora trabalhou na canção ao lado do produtor Jim-E Stack. Em um perfil publicado pela revista Rolling Stone, ela detalhou que o processo criativo partiu de uma visualização íntima e simbólica de si mesma: sentada no chão de sua sala de estar, ela imaginou uma versão própria que representasse autenticamente como se sentia em relação ao seu gênero naquele momento. A imagem era crua e marcante — usando apenas uma calça jeans masculina, uma corrente de ouro e fita adesiva prateada sobre o peito.
Essa visualização inspirou não apenas a sonoridade e a letra da música, mas também sua estética visual. A arte da capa do single retrata exatamente essa cena imaginada, com Lorde usando jeans azul e com o peito coberto por fita adesiva prateada, em um gesto simbólico de vulnerabilidade, rebeldia e liberdade corporal.
Na véspera do lançamento, Lorde realizou um evento pop-up surpresa em Auckland, Nova Zelândia. A ação consistiu em uma audição íntima do novo single em um banheiro da unidade local da YMCA, onde a artista tocou a faixa para um grupo seleto de fãs, intensificando o caráter performático e conceitual da nova fase artística que inaugura com Virgin.

## Videoclipe
O videoclipe oficial da faixa foi lançado simultaneamente à canção e dirigido por Grant Singer. Nele, Lorde aparece dançando de topless com fita adesiva prateada nos seios e se movimentando sobre uma pilha de terra dentro de um loft vazio.
Tessa Solomon, da ARTnews, escreveu que "a fita se torna um meio de libertação enquanto ela salta, rasteja e se arrasta por uma pilha de terra em uma dança moderna e frenética". O cenário foi associado por críticos à instalação artística permanente The New York Earth Room, do artista Walter De Maria.

## Faixas
1. "Man of the Year" – 3:00
2. "What Was That" – 3:29

## Créditos
Créditos adaptados do Tidal.
- Lorde (Ella Yelich-O’Connor) – vocais, composição, produção
- Jim-E Stack (James Harmon Stack) – composição, produção, engenharia, baixo, bateria, teclados, sintetizadores
- Devonté Hynes (Blood Orange) – baixo, violoncelo
- Eli Teplin – teclados, piano
- Koby Berman – engenharia adicional
- Bailey Kislak – engenharia adicional
- Jack Manning – engenharia adicional
- Tom Elmhirst – mixagem
- Chris Gehringer – masterização
- Will Quinnell – masterização

## Desempenho comercial
| Chart (2025)                    | Peak position |
| ------------------------------- | ------------- |
| Ireland (IRMA)                  | 56            |
| New Zealand (Recorded Music NZ) | 11            |
| Reino Unido (UK Singles Chart)  | 62            |

## Histórico de lançamento
| Região  | Data               | Formato                    | Versão   | Gravadora                     | Ref.   |
| ------- | ------------------ | -------------------------- | -------- | ----------------------------- | ------ |
| Mundial | 29 de maio de 2025 | Download digital streaming | Original | Universal New Zealand Limited | [ 12 ] |